# Heinrich von Mosthaf

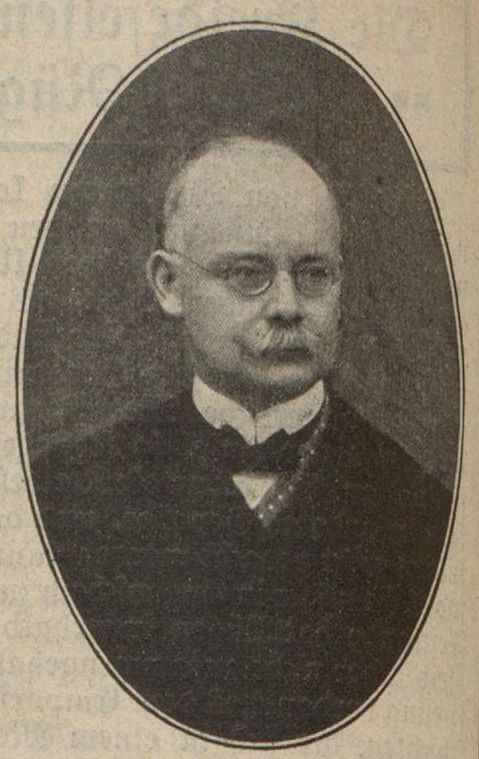
Heinrich Mosthaf, um 1908

Heinrich Mosthaf, ab 1898 von Mosthaf, (* 25. Februar 1854 in Ellwangen; † 10. Oktober 1933 in Stuttgart) war ein deutscher Jurist, Verwaltungsbeamter und Politiker.

## Leben
Heinrich von Mosthaf wurde 1854 in Ellwangen als Sohn des Oberjustizprokurators Karl Mosthaf (1822–1910) und dessen Frau Bertha, geb. Hintrager (1833–1886) geboren, wodurch er unter anderem ein Enkel des württembergischen Verwaltungsbeamten und Politikers Damian von Mosthaf (1774–1851) ist.
Mosthaf studierte in Tübingen und Göttingen Rechtswissenschaften. 1874 wurde er Mitglied der Tübinger Studentenverbindung Akademische Gesellschaft Stuttgardia. Zunächst erhielt er eine Anstellung als Regierungsassessor bei der Kreisregierung in Reutlingen. Von Mai bis Juli 1882 war er Oberamtsverweser in Urach,  schließlich von 1882 bis 1884 Oberamtmann in Tettnang und dann von 1884 bis 1887 in Göppingen. Im Jahre 1879 heiratete er Bertha Kern (1855–1900). Aus dieser Ehe ging die Tochter Lisel, verh. Siegel hervor. In zweiter Ehe war er mit Elise, einer ebenfalls geb. Kern (1856–1917) verheiratet.
1887 wurde Mosthaf Regierungsrat bei der Zentralstelle für Landwirtschaft in Stuttgart und leitete hier das Amt für Flurbereinigung. Drei Jahre später wechselte er zum Justizministerium. Im Folgejahr wurde er durch die Hilfe von Alexander von Siebold (1846–1911) als Berater des japanischen Ministerpräsidenten nach Tokio berufen, wo er unter anderem drei Jahre am japanischen Verfassungsgesetz nach europäischem Muster arbeitete und bei Bedarf auch juristische Gutachten für die Regierung verfasste. Nach der Rückkehr aus Japan wurde Heinrich Mosthaf im Jahre 1894 Oberregierungsrat beim Innenministerium in Stuttgart und später Ministerialrat im Referat für Handel und Gewerbe, Arbeiterversicherung und Wasserversorgung. Als solcher war er auch verantwortlich für die Einführung neuer Gesetze. 1904 wurde er zum Vorstand der Zentralstelle für Gewerbe und Handel berufen.
König Wilhelm II. berief in schließlich im Jahre 1908 auf Lebenszeit als Mitglied der Ersten Kammer der Württembergischen Landstände (Kammer der Standesherren).
Heinrich von Mosthaf war parteilos und schied nach dem Ende des Ersten Weltkrieges im Jahre 1918 aus dem Staatsdienst aus. Im Folgejahr übernahm er bis zu seinem Tod im Jahre 1933 die Leitung des neugegründeten Evangelischen Volksbundes, war von 1919 bis 1924 Mitglied der evangelischen Kirchenregierung und des Landeskirchenrates der Evangelischen Landeskirche in Württemberg.

## Ehrungen
- 1894: Japanischer Orden des Heiligen Schatzes, 3. Klasse
- 1896: Ritterkreuz des Ordens der württembergischen Krone
- 1897: Kommandeurkreuz 2. Klasse des Ordens vom Zähringer Löwen
- 1898: Ehrenkreuz des Ordens der württembergischen Krone[7], das mit dem persönlichen Adelstitel (Nobilitierung) verbunden war.
- 1902: Kommenturkreuz 2. Klasse des württembergischen Friedrichs-Ordens
- 1906: Kommenturkreuz des Verdienstordens der Bayerischen Krone
- 1907: Kommenturkreuz des Ordens der württembergischen Krone
- 1911: Kommenturkreuz 1. Klasse des Friedrichs-Ordens
- 1911: Preußischer Kronenorden, 2. Klasse mit Stern
- 1913: Großoffizierskreuz des Ordens der italienischen Krone
- 1914: württembergischer Olga-Orden
- 1918: Eisernes Kreuz 2. Klasse am weiß-schwarzen Band
- 1926: Ehrendoktor der evangelischen Theologie von der Universität Tübingen.[2]